# NGC 7601
NGC 7601 ist eine Balken-Spiralgalaxie vom Hubble-Typ SBcd im Sternbild Pegasus am Nordsternhimmel, die schätzungsweise 366 Millionen Lichtjahre von der Milchstraße entfernt ist.
Entdeckt wurde das Objekt am 4. August 1880 vom britischen Astronomen Andrew Ainslie Common.